# 単糖
単糖（たんとう、monosaccharide）とは、それ以上加水分解されない糖類である。単純糖ともいう。単糖は、複数の糖が結合（脱水縮合）して多糖を形作る際の構成要素となる。一般に水溶性で結晶性の無色固体である。

## 構造
単糖は単一のポリヒドロキシアルデヒドまたはポリヒドロキシケトンといわれる。話を簡単にするためにここで扱う単糖は炭素、水素、酸素しか含まないものとするが、単糖の中には窒素、リン、硫黄を含むものもある。単糖の持つ官能基はヒドロキシ基と、アルデヒドまたはケトン基の2種類である。直鎖構造と環状構造それぞれについて以下に説明する。

### 直鎖構造の単糖
一般的な単糖分子の骨格は枝分かれのない炭素鎖である。そのため単糖の鎖状構造といえば直鎖である。この項の中では単に単糖といえば直鎖構造の物を指す。単糖の、置換基に含まれない炭素を除けばすべての炭素はヒドロキシ基を1つだけ持っている。そして炭素を含む置換基はアルデヒド基またはケトン基(下図の太字)であり、このことから直鎖の単糖は2つに分けられる。すなわち、アルデヒド基を含む単糖をアルドースaldose 、ケトン基を持つ単糖をケトースketose と呼ぶ。酸素原子と二重結合でつながっている炭素を末端に持つものをアルドース、内部に持つものをケトースと覚えれば見分けは簡単につく。
アルドース
HO-CH2-CHOH-…-CHOH-CHO
ケトース
HO-CH2-CHOH-…-CHOH-CO-CHOH-…-CHOH-CH2-OH

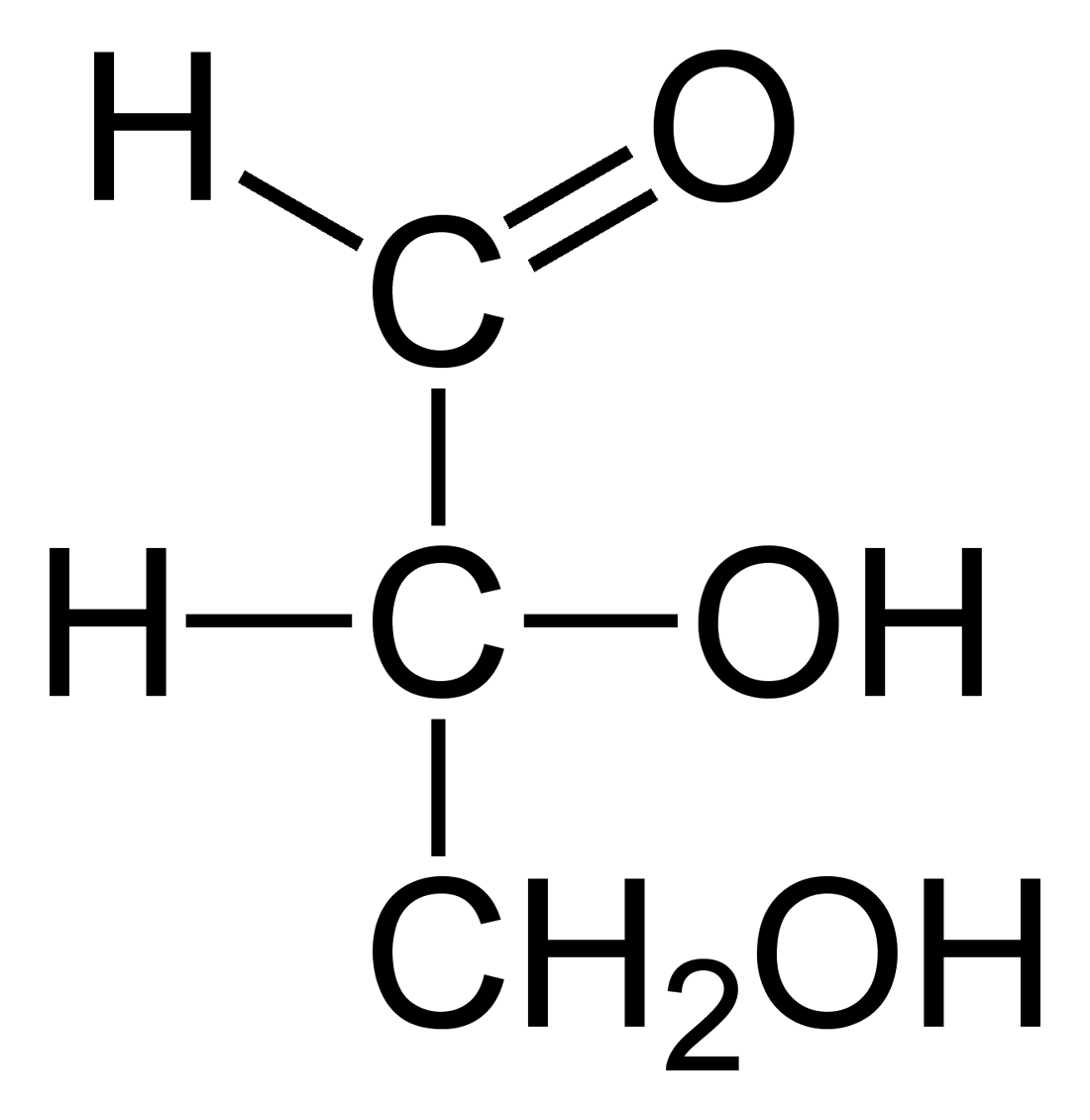
D-グリセルアルデヒド

一般に、(ジヒドロキシアセトンを除く)すべての単糖は1個以上の不斉炭素を持ち、立体異性体を必ず持つ。単糖の不斉炭素にはヒドロキシ基と水素原子を必ず持つので、フィッシャー投影式において両基の位置を入れ替えればそれがエピマーとなる。カルボニル基から順位的に最も離れた不斉炭素を基準炭素というが、それの立体配置によって生じたエピマーを区別するにはDL表記法を用いる。基準炭素の置換基は－H、－OH、－CH2OH、そしてカルボニル基を含んだ炭素鎖-Rである。フィッシャー投影式において、－CH2OHを下、－Rを上に配置したとき、ヒドロキシ基が右に来る場合をD型、左に来る場合をL型と呼ぶ。DまたはLを化合物の名前の接頭辞とすることで、それがD型かL型を示せる。例えば、左のグリセルアルデヒドはD型のD-グリセルアルデヒドであり、エピマーのL-グリセルアルデヒドは－OHと－Hの位置が逆である。

### 環状構造
単糖のほとんどは環状構造であり、水中では分子内ヘミアセタール、ヘミケタール構造を取りやすい。この時の各構造を特にそれぞれアルドース、ケトースと呼ぶ。この構造変化は平衡反応であり、平衡を通して起こる立体異性化を変旋光と呼ぶ。具体例はグルコースの項を参照。
単糖はヒドロキシ基を多数持っており、同じ化学式を持つものにおいても多数の異性体が存在する。これらの異性体は全く異なる性質を示す。デオキシリボース (C5H10O4) など一部の例外はあるが、概ね組成式 CnH2nOn で表され、n = 5 のものを五炭糖（ペントース、例：リボース、デオキシリボース）、n = 6 のものを六炭糖（ヘキソース、例：グルコース、フルクトース、ガラクトース）と分類する。

## 生体内での利用
特にグルコース（ブドウ糖）は生体にとって重要なエネルギー源である。

## 分類
- 分子構造による分類（立体異性体）：D体、L体
- カルボニル基による分類：アルドース、ケトース
- 炭素数による分類：トリオース、テトロース、ペントース、ヘキソース等

## C6までの単糖一覧
（以下のものにはD体およびL体が存在する）

### アルドース
- アルドトリオース
  - グリセルアルデヒド
- アルドテトロース
  - エリトロース
  - トレオース
- アルドペントース
  - リボース
  - リキソース
  - キシロース
  - アラビノース
- アルドヘキソース
  - アロース
  - タロース
  - グロース
  - グルコース
  - アルトロース
  - マンノース
  - ガラクトース
  - イドース

### ケトース
- ケトトリオース
  - ジヒドロキシアセトン（光学活性はない）
- ケトテトロース
  - エリトルロース
- ケトペントース
  - キシルロース
  - リブロース
- ケトヘキソース
  - プシコース
  - フルクトース
  - ソルボース
  - タガトース